# Kemu (Banjit)
Kemu is een bestuurslaag in het regentschap Way Kanan van de provincie Lampung, Indonesië. Kemu telt 1148 inwoners (volkstelling 2010).